# Rogério Ceni
Rogério Mücke Ceni (Pato Branco, 22 januari 1973) is een Braziliaans voormalig voetballer en huidig voetbaltrainer van EC Bahia, hij speelde als doelman.

## Voetbalcarrière
Hij speelde van 1990 tot 2015 voor São Paulo. Daarvoor was hij twee seizoenen lang doelman bij Sinop Futebol Clube, waar hij eveneens zijn jeugdopleiding genoot. Met São Paulo won hij een groot aantal internationale clubprijzen. Hij won tweemaal de CONMEBOL Libertadores, eenmaal de CONMEBOL Sudamericana, eenmaal de Supercopa Sudamericana, tweemaal de CONMEBOL Recopa, eenmaal de Copa CONMEBOL, eenmaal de Copa Master de CONMEBOL, eenmaal de Intercontinental Cup en eenmaal de FIFA Club World Cup. Tijdens dit laatste toernooi werd hij bekroond met de Gouden Bal voor beste speler.
Ceni kwam achttien keer uit voor het Braziliaans voetbalelftal en was aanwezig bij de Braziliaanse overwinningen op de FIFA Confederations Cup 1997 en het wereldkampioenschap voetbal 2002.
Naast het feit dat Ceni een degelijke doelman was, die bekendstond om zijn reflexen en het stoppen van strafschoppen, is hij ook de doelman met de meeste doelpunten op zijn naam. Op 20 augustus 2006 scoorde hij in de Série A tegen Cruzeiro uit een vrije trap zijn drieënzestigste doelpunt, waarmee hij José Luis Chilavert uit Paraguay passeerde, die tot tweeënzestig doelpunten kwam gedurende zijn loopbaan. Opmerkelijk was dat dit doelpunt viel, enkele minuten nadat Cruzeiro een strafschop gestopt zag worden door dezelfde Rogerio Ceni, hetgeen dus tot 0–3 had kunnen leiden. Later in dezelfde wedstrijd scoorde Ceni zelf nogmaals, nu uit een strafschop (zijn vierenzestigste) waardoor de wedstrijd in 2–2 eindigde.
Zijn eerste doelpunt maakte hij op 15 februari 1997. Het record van meest benutte strafschoppen is ook in handen van Ceni. Voorheen stond dat op naam van René Higuita, de excentrieke Colombiaanse doelman die in zijn loopbaan zevenendertig strafschoppen wist te verzilveren.
Eind 2007 werd Ceni in Rio de Janeiro voor de tweede keer op rij gehuldigd als Speler van het Jaar in de Campeonato Brasileiro Série A. De doelman werd dat seizoen met zijn club São Paulo tevens voor het tweede opeenvolgende jaar landskampioen. Daarbij had hij met negentien tegentreffers het minste aantal tegendoelpunten. Rogerio Ceni bereikte op 27 maart 2011 een mijlpaal door zijn honderdste doelpunt te scoren uit een vrije trap. In december 2015 , bijna 43 jaar, beëindigde hij zijn voetbalcarrière, met uiteindelijk meer dan twaalfhonderd officiële wedstrijden en honderdtweeëndertig doelpunten. Nog altijd staat Ceni in de top tien van topschutters aller tijden voor de club, een unicum voor een doelman.

## Trainerscarrière
In 2017 was Ceni enkele maanden hoofdtrainer van São Paulo. Van september 2019 tot november 2020 was Ceni hoofdtrainer van Fortaleza, maar vertrok in diezelfde maand nog als hoofdtrainer naar Flamengo. Op 10 juli 2021 werd Ceni bij Flamengo ontslagen, ondanks het feit dat hij de landstitel won. Op 13 oktober werd Ceni opnieuw aangesteld als hoofdtrainer van São Paulo. Op 9 september 2023 werd Ceni trainer van EC Bahia die sinds dat seizoen na 1 jaar afwezigheid terug uitkomen in de Série A.

## Erelijst
Als speler
 Sinop
- Campeonato Mato-Grossense: 1990

 São Paulo
- FIFA Club World Cup: 2005
- Intercontinental Cup: 1993
- CONMEBOL Libertadores: 1993, 2005
- CONMEBOL Sudamericana: 2012
- Supercopa Libertadores: 1993
- CONMEBOL Recopa: 1993, 1994
- Copa CONMEBOL: 1994
- Copa Master de CONMEBOL: 1996
- Campeonato Brasileiro Série A: 2006, 2007, 2008
- Campeonato Paulista: 1992, 1998, 2000, 2005
- Supercampeonato Paulista: 2002
- Torneio Rio-São Paulo: 2001

 Brazilië
- FIFA WK: 2002
- FIFA Confederations Cup: 1997

Individueel als speler
- Bola de Prata: 2000, 2003, 2004, 2006, 2007, 2008
- Bola de Ouro: 2008
- Beste Speler CONMEBOL Libertadores: 2005
- FIFA Club World Cup Gouden Bal: 2005
- FIFA Club World Cup Meest Waardevolle Speler in de Finale: 2005
- Campeonato Brasileiro Série A Speler van het Jaar: 2006, 2007
- Campeonato Brasileiro Série A Team van het Jaar: 2006, 2007
- IFFHS Meest Scorend Doelman van de 21e Eeuw (2001–2020)

Als trainer
 Fortaleza
- Campeonato Brasileiro Série B: 2018
- Campeonato Cearense: 2019, 2020
- Copa do Nordeste: 2019

 Flamengo
- Campeonato Brasileiro Série A: 2020
- Supercopa do Brasil: 2021
- Campeonato Carioca: 2021

Individueel als trainer
- Campeonato Cearense Beste Trainer: 2019, 2020
- Bola de Prata: 2020